# The Way of the Cross
The Way of the Cross è un cortometraggio del 1908 diretto da James Stuart Blackton. La sceneggiatura si deve al reverendo Madison C. Peters, un religioso che, tra il 1908 e il 1909, collaborò alla realizzazione di quattro pellicole di argomento biblico. Apparve anche come attore nel 1915 in The Governor's Boss.
È il film d'esordio dell'attore Stuart Holmes che, nella sua carriera, parteciperà a 491 pellicole.

## Produzione
Il film fu prodotto nel 1909 dalla Vitagraph Company of America.

## Distribuzione
Il copyright del film, richiesto dalla Vitagraph Co. of America, fu registrato il 21 agosto 1909 con il numero J130839.
Distribuito dalla Vitagraph Company of America, il film - un cortometraggio in una bobina conosciuto anche come The Way of the Cross; or, a Story of Ancient Rome - uscì nelle sale statunitensi il 21 agosto 1909.